# غرفة مع منظر
غرفة مع منظر (بالإنجليزية: A Room with a View)‏ هي رواية نشرت عام 1908 للكاتب الإنجليزي [[إي. إم. فورستر]]، عن امرأة شابة تعيش في ثقافة الكبت في انكلترا العصر الإدواردي. وتدور الأحداث في إيطاليا وإنجلترا، وتعتبر القصة الرومانسية ونقدا للمجتمع الإنجليزي في بداية القرن العشرين. وأنتجت شركة ميرشانت آيفوري فيلما حائزا على الأوسكار مقتبس من الرواية في عام 1985.
صنفت المكتبة الحديثة الرواية في المرتبة 79 على قائمتها من أفضل مائة رواية مكتوبة بالإنجليزية من القرن العشرين (1998).

## روابط خارجية
- غرفة مع منظر على موقع الموسوعة البريطانية (الإنجليزية)